# Matthias Meixner
Matthias Meixner (* 8. März 1894 in Zurndorf; † 24. November 1977 in Wien) war ein österreichischer Diplom-Landwirt sowie Politiker (GDVP). Er war von 1922 bis 1923 Abgeordneter zum Burgenländischen Landtag. 

## Leben
Meixner wurde als Sohn des Landwirts Johann Meixner geboren und besuchte die Volksschule in Zurndorf. Meixner wechselte in der Folge an das Lyzeum in Bratislava und studierte danach an der Hochschule für Bodenkultur in Magyarovar und Wien. 1916 schloss Meixner sein Studium mit dem akademischen Grad Dipl.-Ing. ab. Meixner war nach dem Ende seines Studiums als Zentralinspektor auf den Gütern des Grafen Karolyi tätig.
Meixner war verheiratet.

## Politik
Meixner wurde am 15. Juli 1922 als Abgeordneter im Burgenländischen Landtag angelobt, dem er bis zum 13. November 1923 angehörte. Er war zugleich Mitglied des Landesparteivorstandes, trat jedoch Anfang Oktober 1923 zum Landbund für Österreich über, nachdem die Fusion dieser Parteien gelöst worden war. Im Landbund hatte Meixner die Funktion des Obmann-Stellvertreter zwischen 1924 und 1925 inne. 